# 딜다르

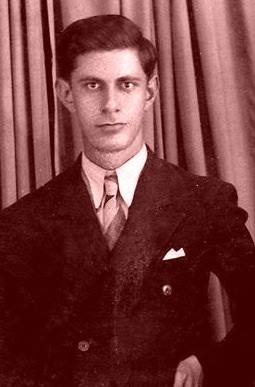

딜다르(쿠르드어: Dildar, 1919년 2월 20일 ~ 1948년)는 쿠르드어 시인 겸 정치 운동가였다. 키르쿠크 주 키르쿠크에서 고등학교를 마친 후 바그다드로 이사 가서 법을 공부했다. 그 후 그가 쓴 시들은 쿠르드인들의 많은 사랑을 받고 있다.